# Tiberije Kopilović
Tiberije Kopilović (Subotica, 1940. – Subotica, 2. rujna 2013.) je bio društveno-politički djelatnik zajednice Hrvata u Vojvodini. Živio je na Paliću na kojem je živio 38 godina.

## Životopis
Tiberije Kopilović se rodio 1940. godine u Subotici. U rodnoj Subotici završio je osnovnu, srednju i Višu ekonomsku školu.
Radio je od 1963. do 1976. kao profesor u Ekonomskoj školi u Subotici. Od 1976. do 1991. bio je savjetnik u Prosvjetno-pedagoškom zavodu u Subotici. Od 1991. do 1993. radio je kao stručni suradnik u Odjelu društvenih djelatnosti u Skupštini općine Subotica. Poslije rada u Skupštini općine, do 1996. godine je obnašao dužnost direktora Radija Subotice. U istoj je medijskoj kući obnašao dužnost šefa propagande.
Angažirao se i politički na lokalnoj razini. Bio je odbornik u MO DSHV Palić 2011. godine.  Za Palić se angažirao jer je po njemu to jedno od rijetkih mesta koje osim što je lijepo za živjeti. Budući da je bio razočaran načinom na koji se političari ophode prema jednom od ovih bisera Srbije (izgradnja infrastrukture ne prati brzinu naseljavanja Palića, jedva polovica ulica je asfaltirano, jedva trećina stanovništva ima kanalizaciju, čistu vodu dobiva samo polovina stanovništva).
Bio je na zajedničkoj listi koalicije za općinu Palić Saveza vojvođanskih Mađara i Demokratskog saveza Hrvata u Vojvodini. Bio je 15. na izbornoj listi kandidata za izbor članova skupštine mjesne zajednice Palić svibnja 2011. godine.
Bio je 2012. i 2013. u uredništvu hrvatskog glasila iz Subotice Glasnika Pučke kasine (gl. urednik Josip Ivanković, uredništvo Lajčo Alaga, Ivan Tumbas, Josipa Ivanković, Zlatko Mučalov, Tiberije Kopilović, Šime Peić Tukuljac, teh. urednik Zlatko Ifković).
Kopilović je umro 2013. u Subotici, a pokopan je na Bajskom groblju.

## U medijima
- Materice 2011 – Kopilović Tiberije, obilježavanje Materica

## Vanjske poveznice
- (mađarski) Megálmodta, megalkotta. Berkes Erzsébet könyve Berkes László tanítóról[neaktivna poveznica], Magyar Szo 23. siječnja 2008.
- (mađarski) Pedagógusok és szülők folyóirata, Új Kép , siječanj-veljača 2006., izdavač Vojvođanski centar za metodiku Subotica
- (mađarski) Megálmodta, megalkotta, Vajdasági Magyar Művelődési Intézet, 23. siječnja 2008.
- In memoriam Karlo Kopunov-Legetin[neaktivna poveznica], Új Kép , - Pedagógusok és szülõk folyóirata, 14. veljače 2007.
- Članci u Uj Kepu[neaktivna poveznica]